# Sun Man (roddare)
Sun Man (kinesiska: 孙满; pinyin: Sūn Mǎn), född 22 augusti 1995, är en kinesisk roddare.

## Karriär
Sun tävlade för Kina vid olympiska sommarspelen 2016 i Rio de Janeiro, där han tillsammans med Wang Chunxin slutade på 11:e plats i lättvikts-dubbelsculler.
I september 2022 vid VM i Račice tog Sun silver tillsammans med Chen Sensen, Jiang Xuke och Ma Yule i lättvikts-scullerfyra.